# Армстронг-Витворт F.K.10
Армстронг-Витворт F.K.10 (енгл. Armstrong-Whitworth F.K.10) је четверокрилни британски ловац-бомбардер. Авион је први пут полетео 1916. године. 

Највећа брзина у хоризонталном лету је износила 153 km/h. Размах крила је био 8,48 метара а дужина 6,78 метара. Маса празног авиона је износила 560 килограма а нормална полетна маса 916 килограма. Био је наоружан са два митраљеза калибра 7,7 милиметара Викерс.

## Наоружање
| Наоружање авиона: Армстронг-Витворт |            |
| Ватрено (стрељачко) наоружање       |            |
| Топ                                 |            |
| Митраљез                            |            |
| Број и ознака митраљеза             | 2          |
| Калибар                             | 7,7        |
| Бомбардерско наоружање (бомбе)      |            |
| Класичне авио бомбе                 | лаке бомбе |
| Ракетно наоружање (ракете)          |            |